# John Ruskin
John Ruskin (født 8. februar 1819, død 20. januar 1900) var en engelsk kunstkritiker og socialkritisk forfatter. Han gjorde sig også bemærket som kunstner og poet. Ruskins mange essay om kunst og arkitektur fik stor betydning i victoriatidens England. 
Ruskin havde et professorat i kunst ved universitetet i Oxford, hvor han selv havde fået sin uddannelse. Han havde tidligere arbejdet ved Working Men's College i London, og det var i denne tid han udviklede sine tidlige socialistiske idéer. Ved Oxford mødte han maleren William Turner som han bidrog til at gøre berømt gennem bogværket Modern Painters.
Ruskin var en vigtig talsmand for den præ-rafaelittiske kunstbevægelse i England, og han var central i udviklingen af The Arts and Crafts Movement i 1800-tallet.